# Каракоа

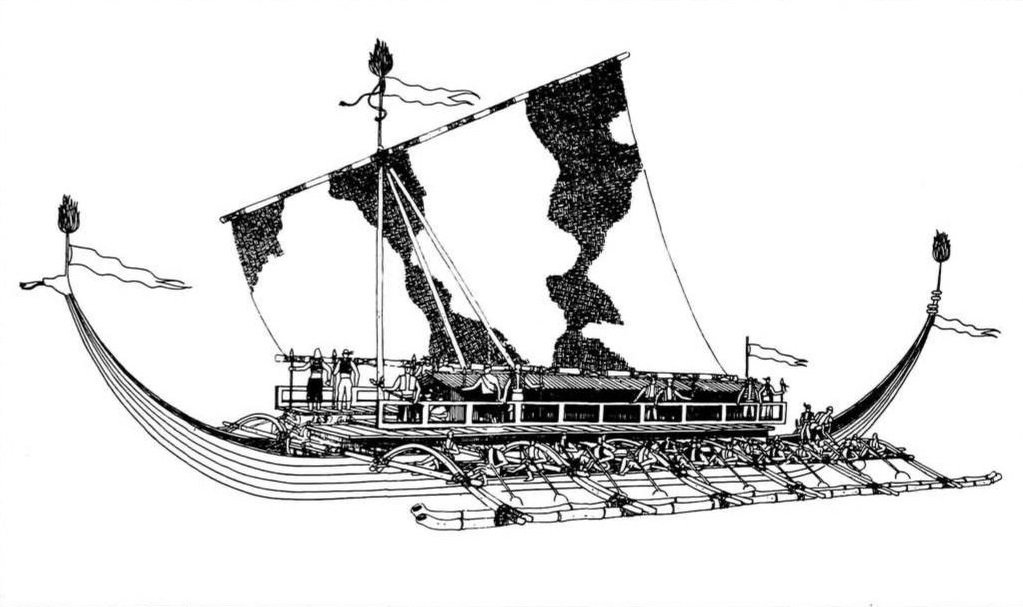
Реконструкція художника класичного філіппінського каракоа від Рауля Кастро.

Каракоа (індонез. Karakoa) — великі військові вітрильні кораблі з аутригерами з Філіппінського архіпелагу. Місцеві мешкаанці, зокрема капампангани та вісая, використовували каракоа для проведення своїх щорічних сезонних морських набігів. Каракоа відрізнялися від інших традиційних філіппінських вітрильних суден тим, що вони були обладнані надбудованими платформами для транспортування воїнів і для ведення бойових дій на морі. У мирний час вони також використовувалися як торгові кораблі. Великі каракоа, які могли перевозити сотні веслярів і воїнів, були відомі іспанцями під узагальнюючою назвою джуангас (ісп. joangas) або хуангас (ісп. juangas).
Наприкінці XVI століття іспанці стали обмежувати будівництво каракоа та його використання. Пізніше це призвело до повної заборони корабля і повязаних з ним традицій. Останніми роками спроби відродити традиції будівництва каракоа та його використання ініціюються окремими дослідниками з філіппінської провінції Пампанга.

## Етимологія

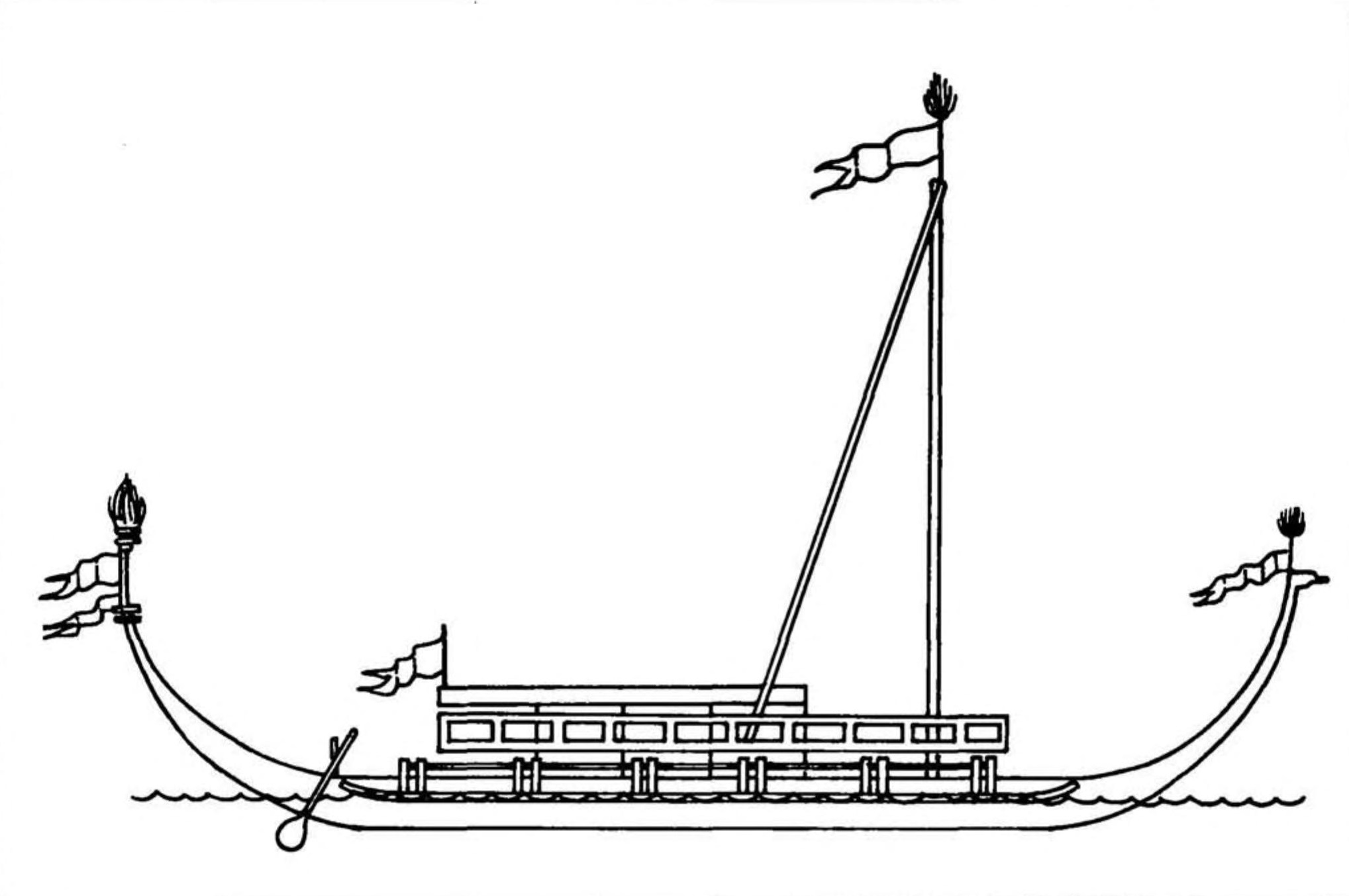
Надбудова вісайського каракоа (вид збоку).

Назва каракоа під час іспанського періоду зазвичай писалась як «caracoa». Її варіанти (включаючи caracora, caracore, caracole, corcoa, cora-cora і caracolle) використовувалися як взаємозамінні з різними іншими подібними військовими кораблями з острівної Південно-Східної Азії, як-от кора-кора з Молуккських островів.
Походження назви невідоме. Деякі автори припускають, що вона могла походити від арабського qurqur (множ. qaraqir), що означає «велике торгове судно» через португальського caracca (карака). Однак це малоймовірно, оскільки найдавніші португальські та іспанські джерела ніколи не згадують каракоа як «caracca», а скоріше «coracora», «caracora» або «carcoa». Іспанський історик Антоніо де Морга в своїй «Хроніці Філіппінських островів» (Sucesos de las Islas Filipinas) 1609 року прямо говорить, що назва karakoa є давнім місцевим словом народності тагалів. Є також кілька споріднених назв інших суден австронезійських суден (деякі з яких не контактували з арабськими торговцями), як-от іватанський каракухан, малайський колек, ачинський kolay, молуккська кора-кора, kolekole з островів Банда, kora з о. Моту (Вануату), і коркор мікронезійців. Таким чином, більш імовірно, що це справжнє малайсько-полінезійське слово, а не запозичене слово.

## Опис

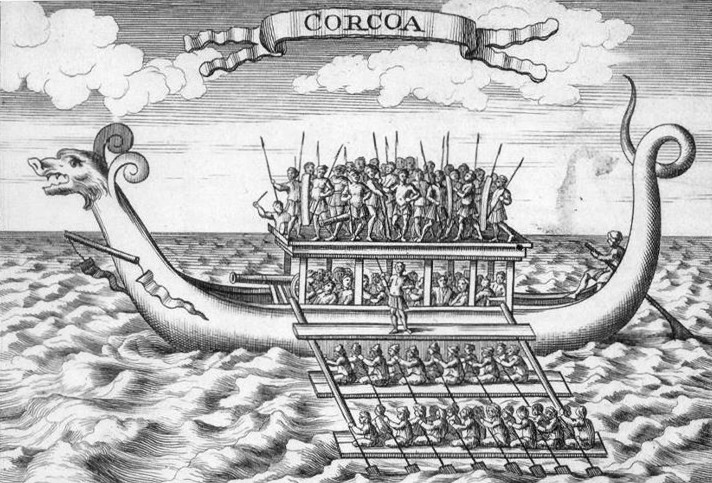
Каракоа. Гравюра XVIII ст з «Відкриття та завоювання Молуккських та Філіппінських островів» (1711) Бартоломе Леонардо де Аргенсола

Каракоа є різновидом балангаїв (філіппінських зшитих вітрильно-весельних човнів). Її можна відрізнити від інших балангаїв тим, що вони мали в центрі човна підняті палуби (бурулани) і зовнішні аутригери, що кріпились на S-подібних лонжеронах. Вони також мали різко вигнуті і високо підняті ніс і корму, що надавало кораблям характерну форму півмісяця. Їх дизайн також був витонченішим і швидшим, ніж у інших балангаїв, хоча каракоа зазвичай були набагато більшими за розміром. Як і інші балангаї, їх могли використовувати як для торгівлі, так і для війни. Однак їхнє головне використання було військовими кораблями, для транспортування військ під час традиційних сезонних морських рейдів (mangayaw) та для піратства (особливо проти європейських торгових суден). За оцінками, судно розвивало швидкість від 12 до 15 вузлів.
Іспанський священик Франциско Комбес в 1667 році дуже детально описав каракоа. Він також був вражений швидкістю та майстерністю виготовлення суден, зазначивши:
|                                                                                     | «Та турбота та увага, з якою вони будують свої човни, змушують їхні кораблі пливти, як птахи, тоді як наші в цьому відношенні схожі на свинець». |
| — Франсіско Комбес, Historia de las islas de Mindanao, Iolo y sus adyacentes (1667) | |

Як і інші аутригерні судна, каракоа мали дуже невелику осадку, що дозволяло їм пропливати аж до берегової лінії. Корпус був довгим і вузьким і виготовлений з легких матеріалів. Щоб захистити судно від шторму, або зберігати під час невикористання, все судно при потребі можна було витягти на берег.

Кіль каракоа фактично являв собою довбанку, виготовлену з єдиного стовбура деревини твердих порід, як-от tugas (Vitex parviflora) або tindalo (Афзелія ромбовидна). Над довбанкою з окремих дошок нарощувались борти, які утворювали корпус корабля. Зазвичай вони виготовлялися з деревини лаваан (Shorea spp.) і з'єднувались між собою і з кілем за технологією шипового зєднання, додатково зафіксованого шкантами (зазвичай із цукрової пальми). Ребра для підтримки та сидіння з'єднували рейки поперек, які також були скріплені волокном. Використання для скріплення елементів корпуса дерев'яних шипіві і шкантів замість металевих цвяхів зробило корпус гнучким, здатним поглинати зіткнення з підводними об'єктами, які розбили б більш жорсткі корпуси. На обох кінцях кіля встановлювались під гострим кутом штевень та ахтерштевень, що надавало кораблю профіль у формі півмісяця. Зазвичай обидва штевні були ретельно прикрашені вирізьбленими зображеннями змій чи драконів (бакунава). Тут також прикріплювали високі стовпи, прикрашені різнокольоровими пір'ям або прапорами, які називалися sombol (на носі) і tongol (на кормі). Симетричність форми носа та корми каракоа дозволяла човну швидко змінити напрямок руху, просто наказавши веслярам розвернутися в протилежний бік на своїх місцях.

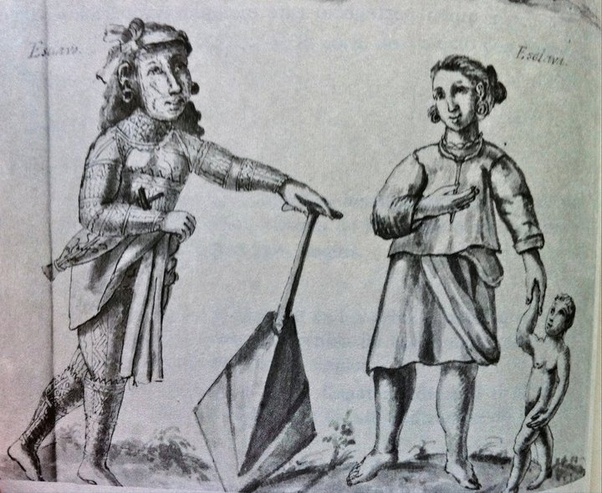
Ілюстрація з Historia de las Islas e Indios de Bisayas із зображенням татуйованого вісайського хоро-хана (простого воїна) з веслом у формі листя (bugsay). horo-han служили веслярами та воїнами karakoa, вони сиділи на платформах (daramba), встановлених на виносних опорах.

Каракоа мав виготовлені з бамбука триногі щогли (на великих суднах — дві або навіть три), оснащені характерними австронезійськими вітрилами — або трьокутними вітрилами типу крабова клешня, або прямокутними вітрилами типу танджа (lutaw). Вітрила традиційно виготовлялися з плетених рослинних волокон (наприклад, пальми ніпа), але пізніше були замінені такими матеріалами, як льон. На додаток до вітрил, каракоа мала екіпаж веслярів (зазвичай воїнів-хороганів з касти аліпінів) з короткими веслами (багсай) та довгими веслами (гаод або гаор), що в два поверхи розміщувались по обидва боки корпусу. Всередині корабля між веслярами був відкритий простір, який використовувався як прохід для пересування носом і кормою корабля. Різноманітні приспіви та пісні підтримували темп і ритм веслярів. Над веслярами встановлювалась характерна підвищена платформа (бурулан), зроблена з бамбука, де стояли воїни (тімава) та інші пасажири, щоб не заважати веслярам. Для захисту екіпажу і вантажу у спекотні дні або під час дощу над платформою могло встановлюватись накриття із сплетеного пальмового листя (kayang, ісп. cayanes). У каракоа не було центрального кормового стерна, натомість ним керували за допомогою двох великих кермових весел, якими керував находа (кермовий), який сидів у критій споруді біля задньої частини корабля. Ці весла можна було швидко підняти, щоб уникнути перешкод, таких як мілкі рифи..
Аутригери (katig або kate) приєднувались до корпусу за допомогою S-подібних хрестоподібних лонжеронів (tadik),. Вони забезпечували стійкість і додаткову плавучість, запобігаючи перекиданню човна, навіть якщо корпус повністю затоплений водою. Аутригери, як і сам корпус, були вигнуті вгору з обох кінців, мінімізуючи опір і запобігаючи коченню. Аутригери зазвичай виготовлялися з великих бамбукових жердин, традиційно загартованих вогнем і зігнутих під дією тепла.
У довжину каракоа досягали до 25 метрів. Дуже велика каракоа вміщує до сотні веслярів з кожного боку і десятки воїнів на платформі-бурулані. Судна такого розміру зазвичай були королівськими флагманами, відомими іспанцям під узагальнюючою назвою джуангас (ісп. joangas) або хуангас (ісп. juangas), від місцевого dyong або adyong.
Пампанган Пандай Пірей з Філіппін був відомий тим, що виготовив велику бронзову лантаку для встановлення на кораблі Лакана (начальника/командувача флоту) під назвою «каракоа», які вели битву проти іспанських загарбників, а гармати також були замовлені раджею Сулейманом для укріплення Майніли.

## Участь в морських рейдах
Каракоа були невіддільною частиною традиційного морського рейду (мангаяу) філіппінських таласократів. Це були морські експедиції (зазвичай сезонні) проти ворожих поселень з метою здобуття престижу шляхом бою, грабунку та захоплення рабів або заручників (іноді наречених).
Перед набігом вісайці проводили церемонію, яка називається пагдага, під час якої ніс і кіль військових кораблів каракоа були вимазані кров'ю полоненого члена цільового ворожого поселення. Каракоа та супроводжуючі менші кораблі зазвичай здійснюють рейд у флотах, які називаються abay . Швидкий розвідувальний корабель, який називається дулаван (dulawan, букв. — «відвідувач») або лампітав (lampitaw), як правило, вирушає заздалегідь в abay . Якщо його перехоплять ворожі кораблі, що захищаються, каракоа може брати участь у боях між кораблями, які називаються bangga. Переслідування кораблів противника називається банггал (banggal).
Воїни на борту каракоа були захищені від снарядів знімними панелями з бамбука або плетеної ніпи, на додаток до особистих щитів каласаг . Зазвичай вони були озброєні різними мечами, такими як калі, і списами з металевими наконечниками, які називалися бангкау. Крім того, каракоа також мав метальні списи під назвою sugob , які у великій кількості кидалися на ворожі кораблі. На відміну від бангкау, вони не мали металевих наконечників і були призначені для одноразового використання. Робили їх із заточеного бамбука багакая (Schizostachyum lumampao), відсіки якого були заповнені піском, щоб збільшити вагу для метання. Іноді вони мали дерев'яні наконечники, просочені зміїною отрутою. Луки малої дальності (pana або busog) також іноді використовувалися для ближнього залпу по ворожих кораблях.
Як і інші кораблі для торгівлі та війни в морській Південно-Східній Азії, каракоа також зазвичай були озброєні однією або декількома бронзовими або латунними поворотними гарматами, які називаються лантаками, а іноді також більшими гарматами.
Участь у рейді була великою честю. Подвиги під час набігів були назавжди записані на татуюваннях вісайських воїнів і знаті (timawa і tumao), що принесло їм назву pintados («розмальовані») від іспанців.